# ورید تیبیال خلفی
ورید تیبیال خلفی (به انگلیسی: posterior tibial vein) یکی از دو سیاهرگ اصلی ساق پا است.
این سیاهرگ خون قسمت‌های خارجی و داخلی کف‌پا را دریافت کرده و از کمپارتمان خلفی ساق پا عبور کرده و در حفره پشت‌زانو به ورید تیبیال قدامی پیوسته و تشکیل سیاهرگ پشت‌زانویی را می‌دهند.
در ساق پا، دو ورید تیبیال خلفی همراه با سرخرگ هم‌نام خود در سمت داخلی ساق پا طی مسیر می‌کنند.

## شاخه‌های دریافتی
- سیاهرگ نازک‌نی[۳]
- شاخه‌هایی از سیاهرگ‌های سطحی
- شاخه‌های عضلانی به‌ویژه از محدوده نعلی (سولئوس)
- سیاهرگ‌های سوراخ‌کننده (پرفوران) شامل:

سوراخ‌کننده‌های بالایی، داخلی و پایینی.

## نگارخانه

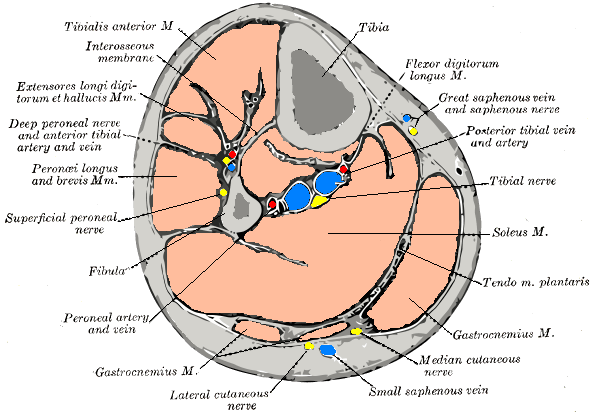
مقطع عرضی از ناحیه میانی ساق پا